# 2007-es franciaországi elnökválasztás
A 2007-es franciaországi elnökválasztások első fordulója 2007. április 22-én, második fordulója május 6-án zajlott.  A választások – mely az Ötödik Francia Köztársaság kilencedik elnökválasztása – során Franciaország választópolgárai 5 éves mandátumra választottak maguknak köztársasági elnököt. Mivel az első fordulóban egyik jelölt sem szerzett abszolút többséget (50%+1 szavazat), a választók a két legjobb eredményt elért jelölt közül választhattak a második fordulóban, amely 2007. május 6-án került megrendezésre. A 44 508 024 választásra jogosult állampolgár (rekordot jelentő) mintegy 84,5%-a jelent meg az urnáknál. Az első forduló hivatalos eredménye a szavazás lezárása után három nappal, április 25-én került kihirdetésre, melynek értelmében senki sem szerzett abszolút többséget, a második fordulóba pedig Nicolas Sarkozy, az Unió egy Népi Mozgalomért (UMP) színeiben induló volt belügyminiszternek, illetve Ségolène Royal szocialista párti (PS) jelölt jutott, ahol Sarkozy a szavazatok 53,06%-át megszerezve diadalmaskodott.

## Jelöltek
A köztársasági elnöki-jelöltséghez a jelölt 23. életévét betöltött francia állampolgár kell hogy legyen és minimum 500 választott képviselő (pl. polgármester, országgyűlési képviselő) írásos támogatását kell hogy élvezze, legalább 30 különböző megyéből vagy tengerentúli megyéből, területről, és az aláírások legfeljebb 10%-a lehet egy közigazgatási egységből való.

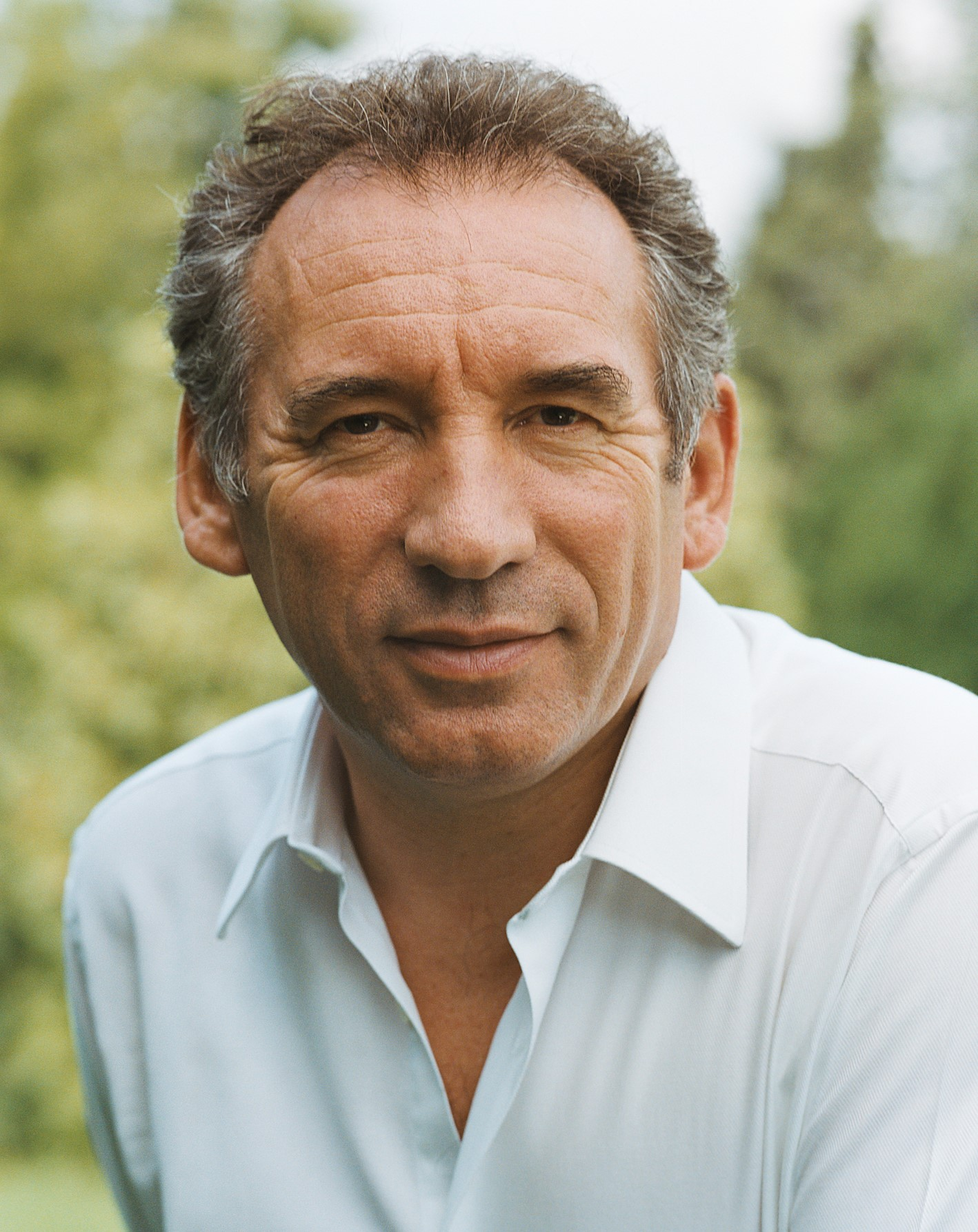
François Bayrou Unió a Francia Demokráciáért (UDF)
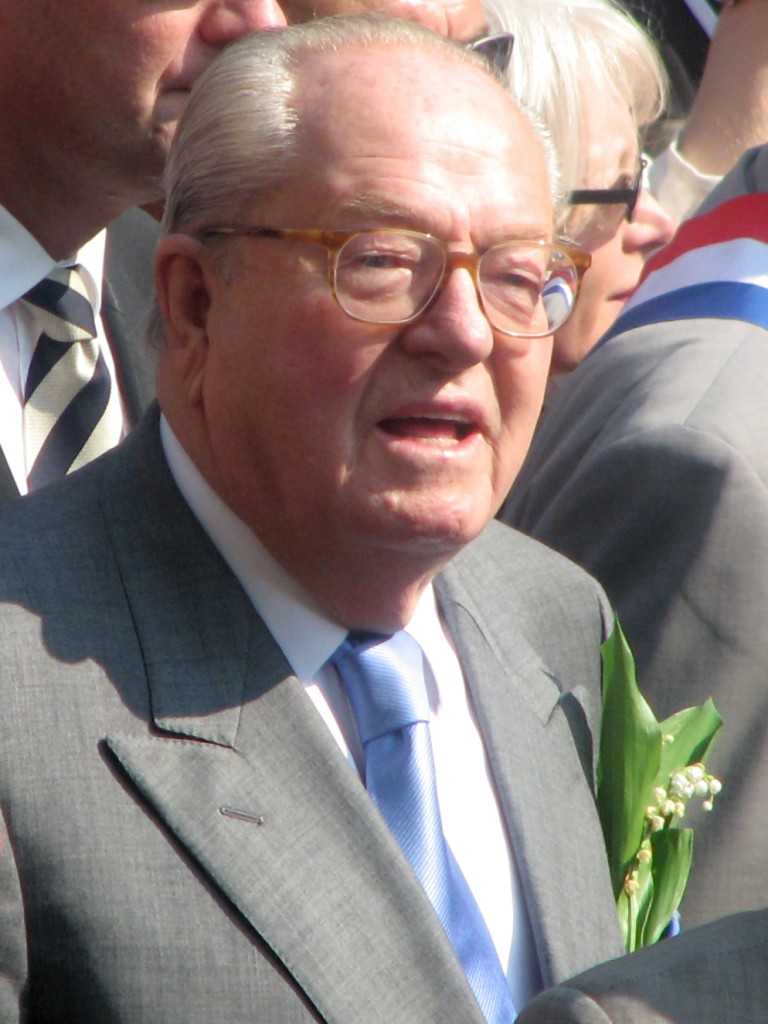
Jean-Marie Le Pen Nemzeti Front (FN)
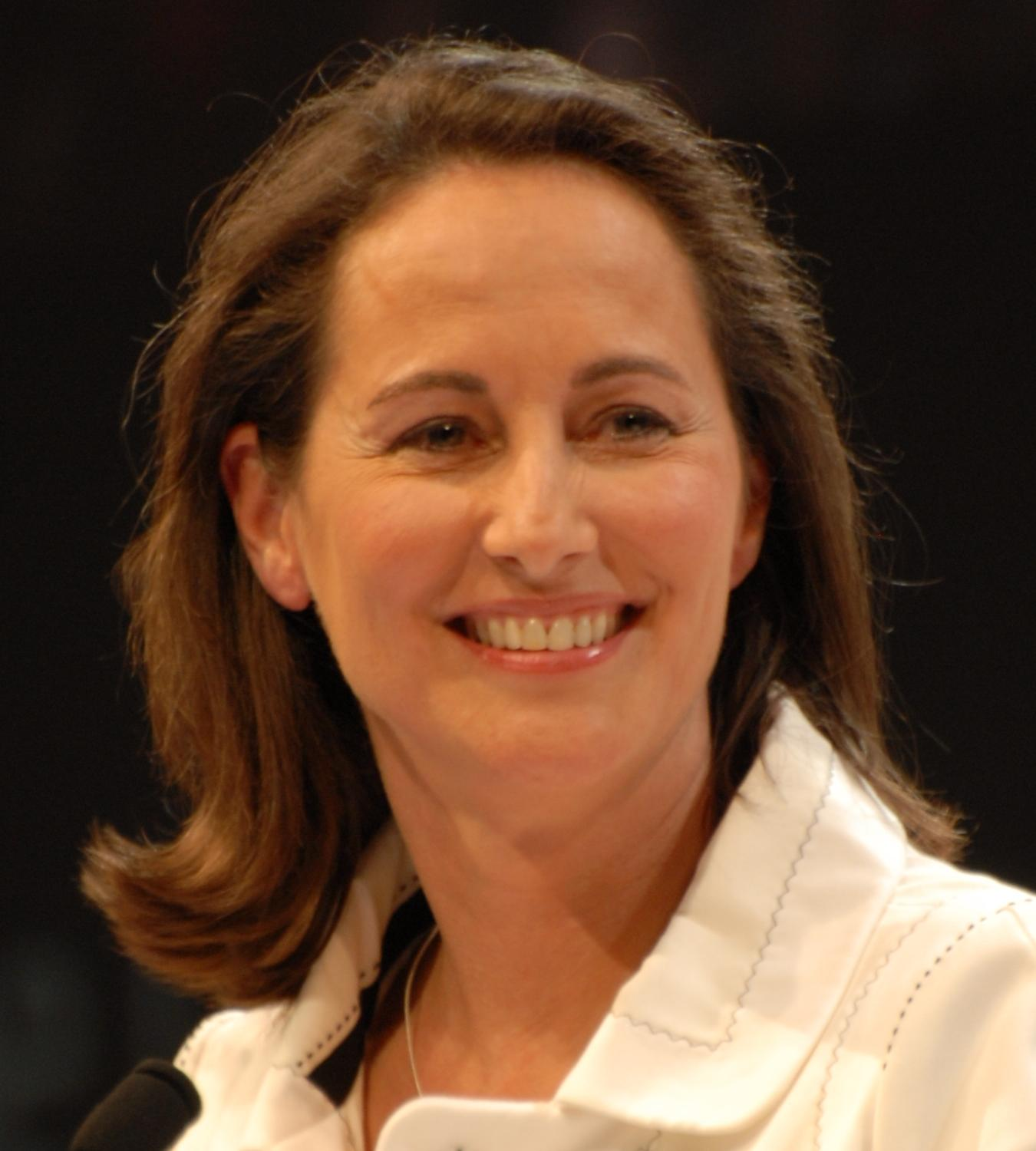
Ségolène Royal Szocialista Párt (PS)
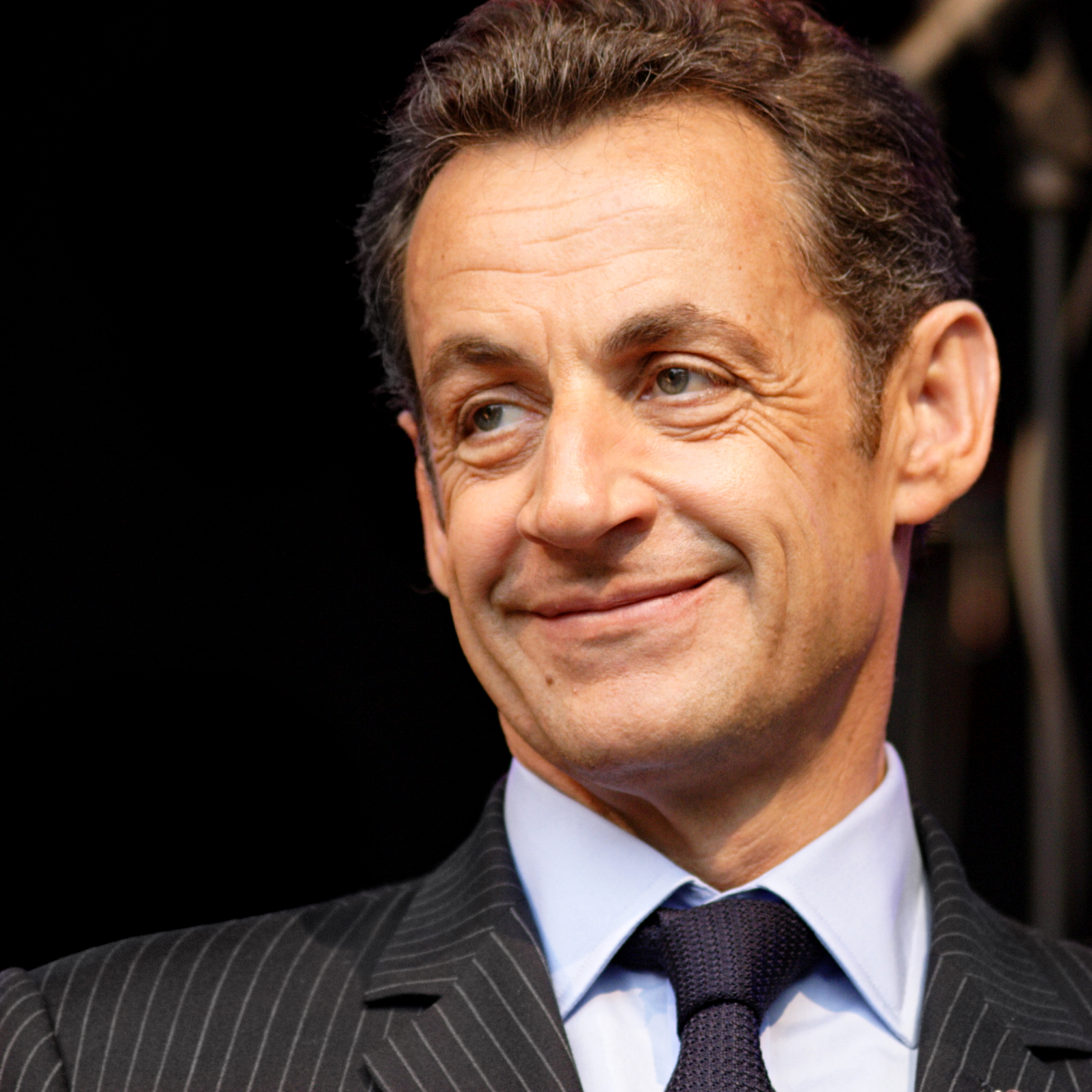
Nicolas Sarkozy Unió egy Népi Mozgalomért (UMP)
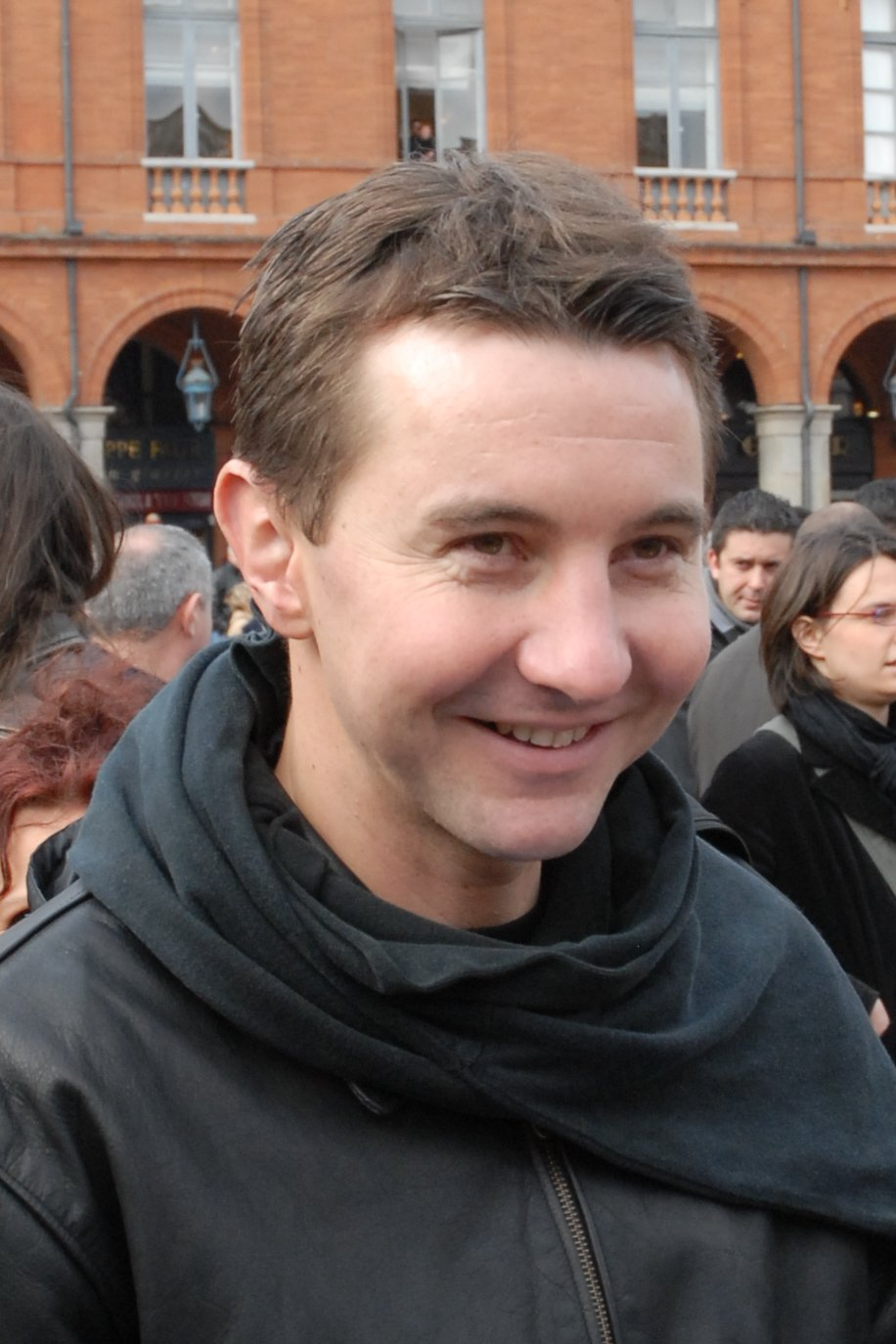
Olivier Besancenot Forradalmi Kommunista Liga (LCR)
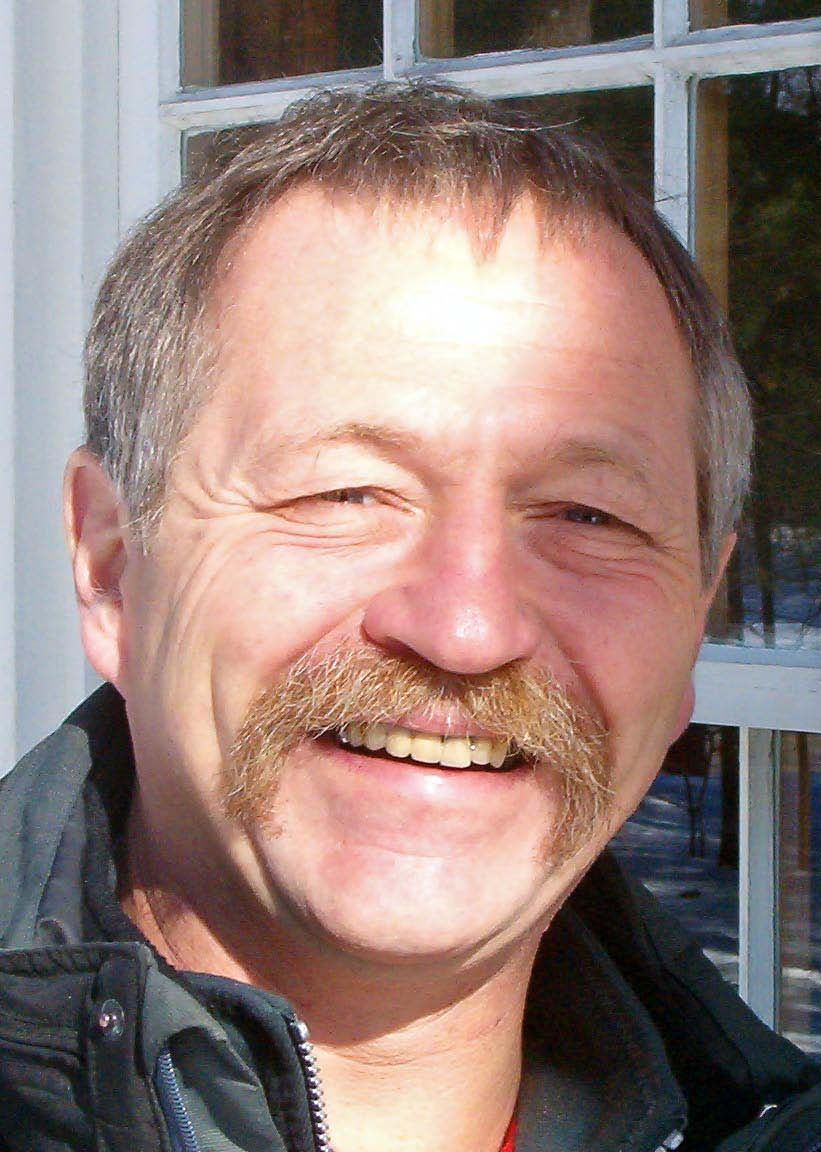
José Bové Független
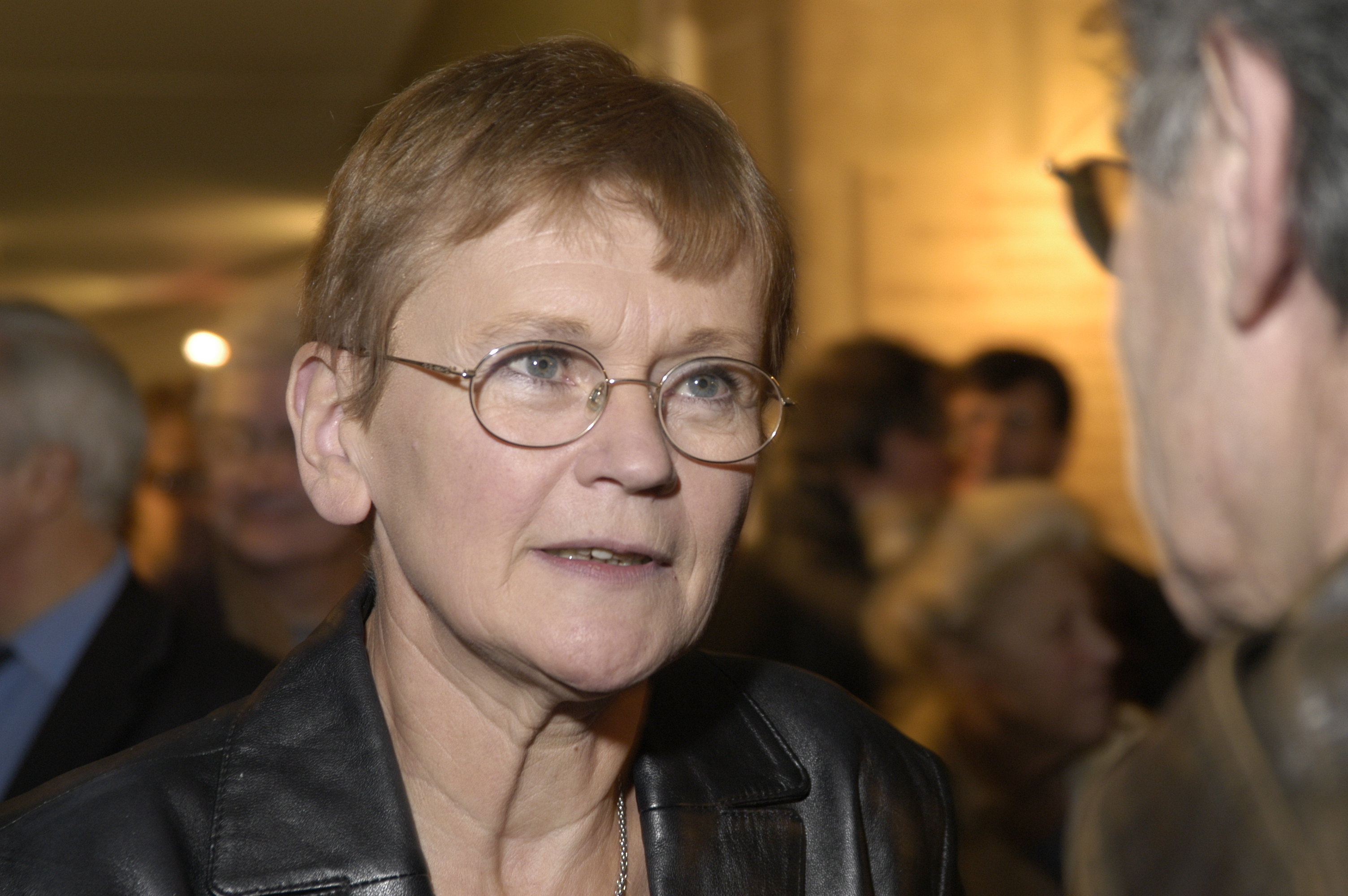
Marie-George Buffet Francia Kommunista Párt (PCF)
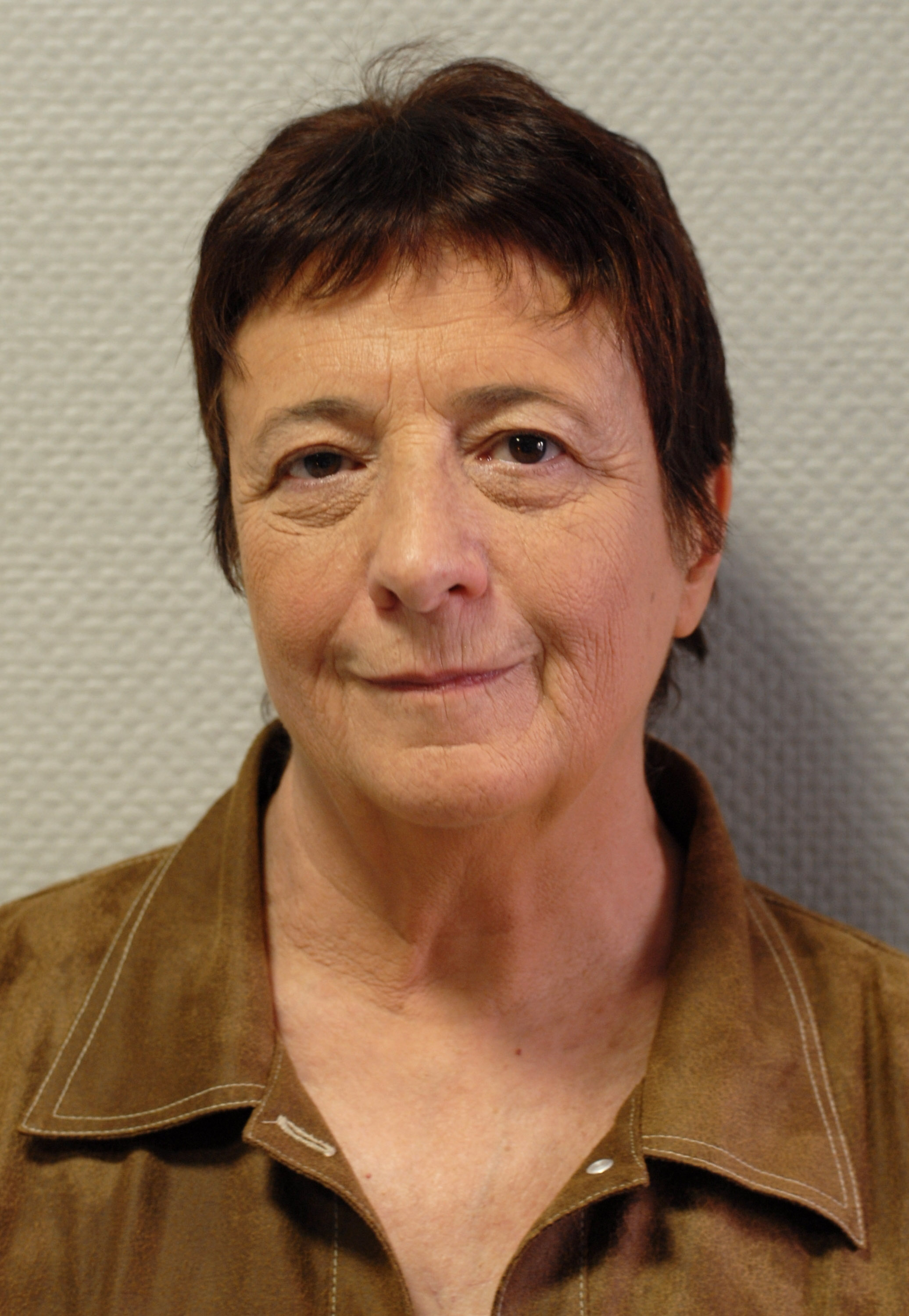
Arlette Laguiller Munkások Harca (Kommunista Unió)
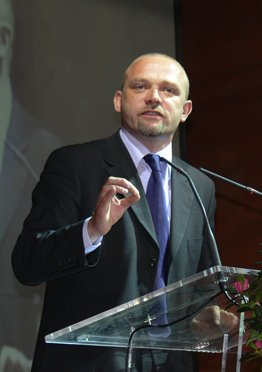
Frédéric Nihous Vadászat, Halászat, Természet, Hagyományok (CPNT)
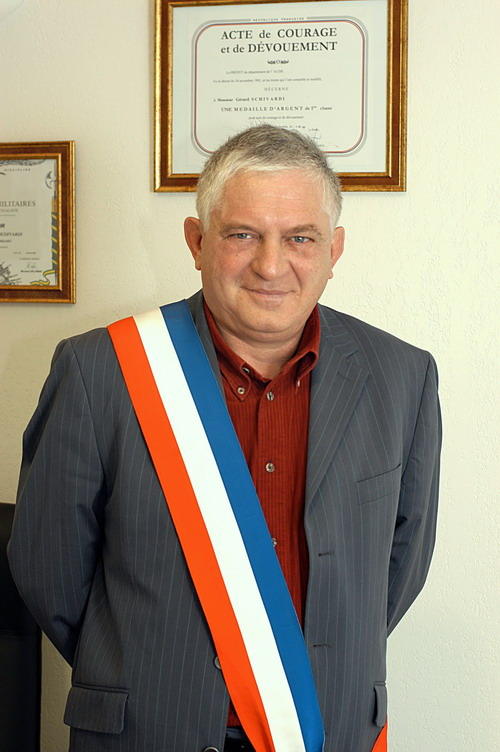
Gérard Schivardi Munkáspárt (PT)
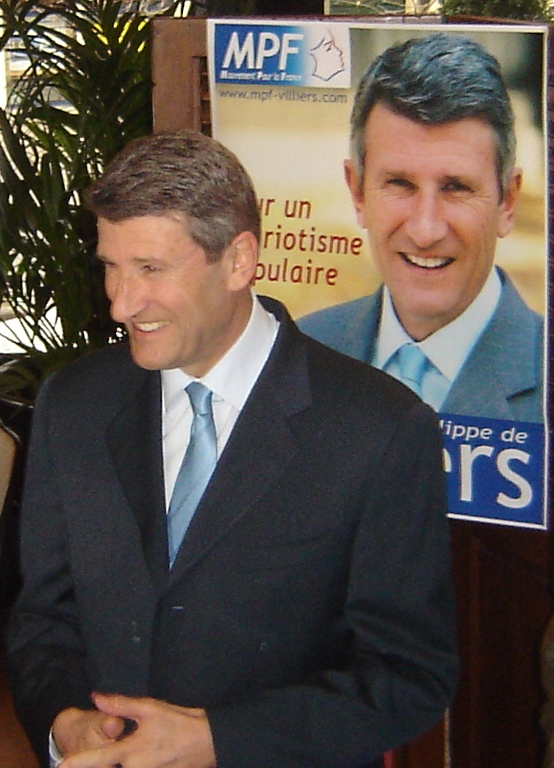
Philippe de Villiers Franciaországért Mozgalom (MPF)
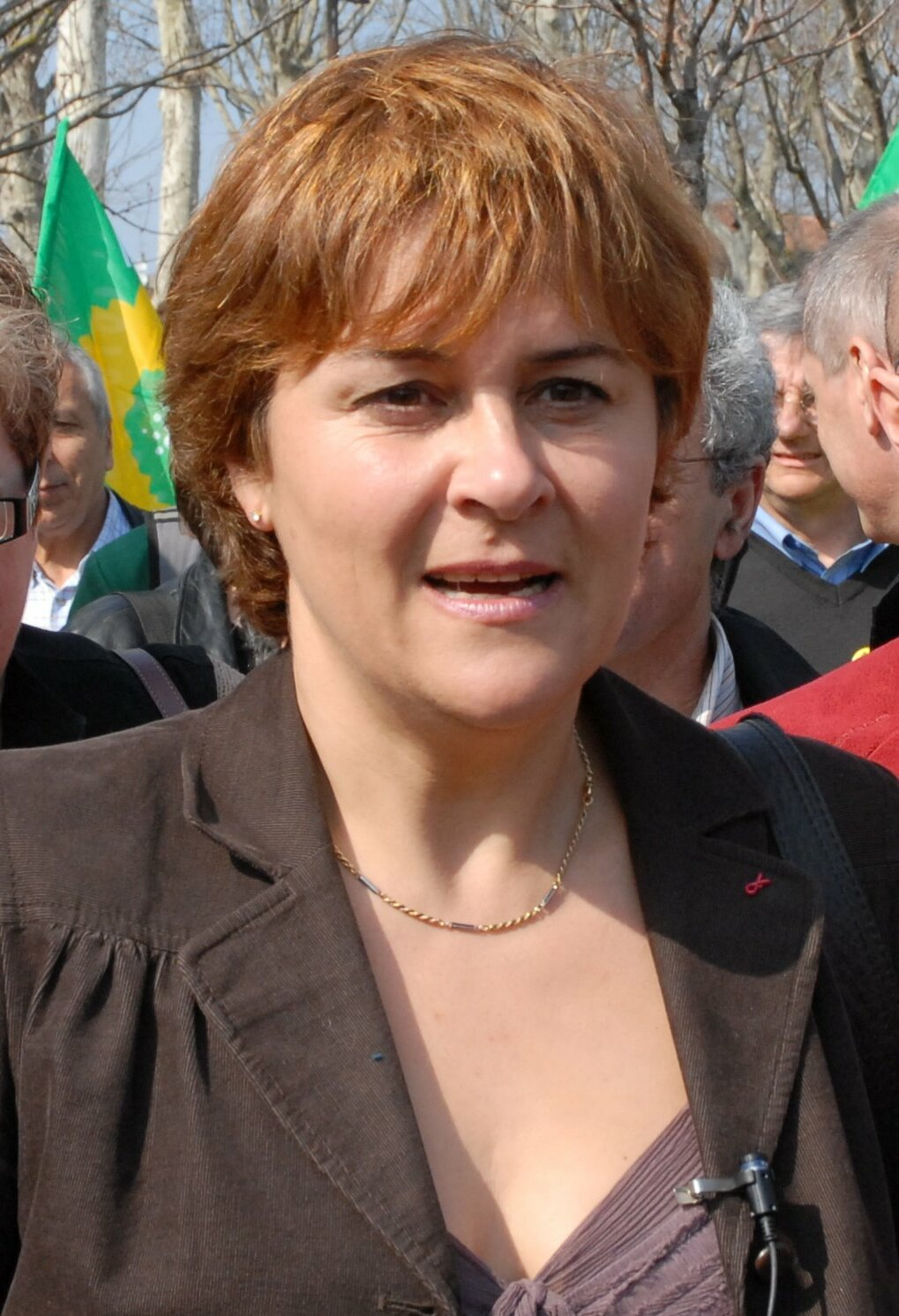
Dominique Voynet A zöldek (Verts)

## Eredmények

### Első forduló

#### Exit poll felmérés

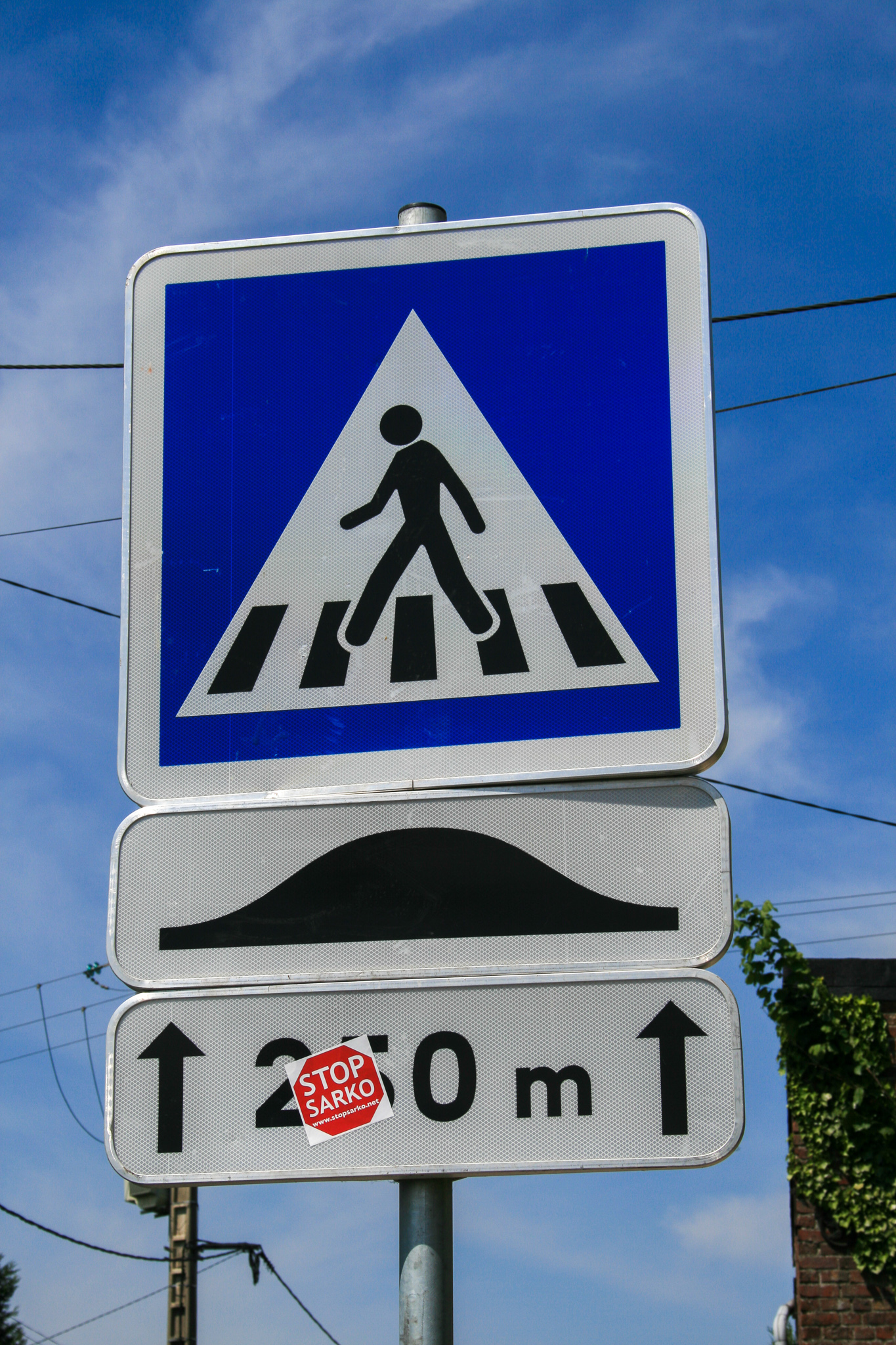
Választási matrica Laonban

A francia törvények alapján az első exit poll eredményeket csak az urnazárás, vagyis helyi idő szerint 19 óra után lehet nyilvánosságra hozni. A France 2 televíziós csatorna két közvéleménykutatással foglalkozó francia szervezet, az Ipsos SA és a TNS-Sofres által végzett felméréseket adta közre nem sokkal az urnazárást követően, melyek alapján az eredmény várhatóan a következő lesz:
| \| Jelölt \| Párt \| IPSOS \| Sofres \| \| -------------------- \| ------------------------------------------------- \| ----- \| ------ \| \| Nicolas Sarkozy \| Unió egy Népi Mozgalomért (UMP) \| 29,6% \| 30,0% \| \| Ségolène Royal \| Szocialista Párt (PS) \| 25,1% \| 25,2% \| \| François Bayrou \| Unió a Francia Demokráciáért (UDF) \| 18,7% \| 18,3% \| \| Jean-Marie Le Pen \| Nemzeti Front (FN) \| 11,5% \| 11,5% \| \| Olivier Besancenot \| Forradalmi Kommunista Liga (LCR) \| 4,3% \| 4,5% \| \| Philippe de Villiers \| Franciaországért Mozgalom (MPF) \| 2,7% \| 2,5% \| \| Marie-George Buffet \| Francia Kommunista Párt (PCF) \| 1,8% \| 2,0% \| \| Dominique Voynet \| A zöldek (Verts) \| 1,7% \| 1,5% \| \| José Bové \| Független \| 1,4% \| 1,0% \| \| Frédéric Nihous \| Vadászat, Halászat, Természet, Hagyományok (CPNT) \| 1,3% \| 1,5% \| \| Gérard Schivardi \| Munkáspárt (PT) \| 0,3% \| 0,5% \| |                                                   |       |        |
| Jelölt | Párt                                              | IPSOS | Sofres |
| Nicolas Sarkozy | Unió egy Népi Mozgalomért (UMP)                   | 29,6% | 30,0%  |
| Ségolène Royal | Szocialista Párt (PS)                             | 25,1% | 25,2%  |
| François Bayrou | Unió a Francia Demokráciáért (UDF)                | 18,7% | 18,3%  |
| Jean-Marie Le Pen | Nemzeti Front (FN)                                | 11,5% | 11,5%  |
| Olivier Besancenot | Forradalmi Kommunista Liga (LCR)                  | 4,3%  | 4,5%   |
| Philippe de Villiers | Franciaországért Mozgalom (MPF)                   | 2,7%  | 2,5%   |
| Marie-George Buffet | Francia Kommunista Párt (PCF)                     | 1,8%  | 2,0%   |
| Dominique Voynet | A zöldek (Verts)                                  | 1,7%  | 1,5%   |
| José Bové | Független                                         | 1,4%  | 1,0%   |
| Frédéric Nihous | Vadászat, Halászat, Természet, Hagyományok (CPNT) | 1,3%  | 1,5%   |
| Gérard Schivardi | Munkáspárt (PT)                                   | 0,3%  | 0,5%   |

Források: elections.france2.fr, tns-sofres.com

#### Eredménye
| Jelölt               | Párt                                              | Százalék |
| -------------------- | ------------------------------------------------- | -------- |
| Nicolas Sarkozy      | Unió egy Népi Mozgalomért (UMP)                   | 31,18%   |
| Ségolène Royal       | Szocialista Párt (PS)                             | 25,87%   |
| François Bayrou      | Unió a Francia Demokráciáért (UDF)                | 18,57%   |
| Jean-Marie Le Pen    | Nemzeti Front (FN)                                | 10,44%   |
| Olivier Besancenot   | Forradalmi Kommunista Liga (LCR)                  | 4,08%    |
| Philippe de Villiers | Franciaországért Mozgalom (MPF)                   | 2,23%    |
| Marie-George Buffet  | Francia Kommunista Párt (PCF)                     | 1,93%    |
| Dominique Voynet     | A zöldek (Verts)                                  | 1,57%    |
| Arlette Laguiller    | Munkások Harca                                    | 1,33%    |
| José Bové            | Független                                         | 1,32%    |
| Frédéric Nihous      | Vadászat, Halászat, Természet, Hagyományok (CPNT) | 1,15%    |
| Gérard Schivardi     | Munkáspárt (PT)                                   | 0,34%    |

|  |  |

#### Statisztika
- Összesen baloldal: 36,45%
- Összesen jobboldal: 45%
- Összesen centrista: 18,57%
- Összesen radikális baloldal: 10,57%

-amiből:
- Összesen kommunista baloldal: 7,68%
- Összesen zöld baloldal: 1,57%
- Összesen alter-globalizációs baloldal: 1,32%
- Összesen radikális jobboldal: 13,16%

-amiből:
- Összesen ultranacionalista jobboldal: 10,44%
- Összesen nacionalista jobboldal: 2,23%
- Összesen tradicionalista jobboldal: 1,15%

### Második forduló
A harmadik helyezett Bayrou nem adott híveinek útmutatást arról, hogy kire szavazzanak a második fordulóban.

#### Végeredménye
A választások második fordulójában kiemelkedő nagyságú, 83,97%-os volt a részvétel. A szavazatok 95,80%-a volt érvényes. A szavazatok megoszlása:
| Jelölt          | Párt                            | Érvényes szavazatok száma | Aránya |
| --------------- | ------------------------------- | ------------------------- | ------ |
| Nicolas Sarkozy | Unió egy Népi Mozgalomért (UMP) | 18 983 138                | 53,06% |
| Ségolène Royal  | Szocialista Párt (PS)           | 16 790 440                | 46,94% |
| Összesen        |                                 | 35 773 578                | 100,0% |

|  |  |  |